# Charo Esquiva Bañuls
Charo Esquiva Bañuls (* 12. März 2008 in Bigastro) ist eine spanische Tennisspielerin.

## Karriere
Esquiva Bañuls spielt vor allem auf der ITF Junior Tour und der ITF Women’s World Tennis Tour, konnte aber bislang noch keinen Titel gewinnen.
2022 nahm sie am Turnier Les Petits As teil.
2023 gewann sie im April den Titel der International HTV Junior Open. Im Mai startete sie als 15-Jährige bei den French Open in den Juniorinnenwettbewerben. Im Juniorinneneinzel erreichte sie mit einem 4:6, 6:4 und 6:3 über Mara Gae und 7:63 und 6:1 über Vlada Mincheva das Achtelfinale, wo sie Rebecca Munk Mortensen mit 0:6, 6:2 und 6:72 unterlag. Im Juniorinnendoppel unterlag sie mit ihrer Partnerin Zuzanna Pawlikowska der Paarung Tamara Kostic und Wakana Sonobe bereits in der ersten Runde mit 3:6 und 2:6. Im Juni erhielt sie eine Wildcard für ihr erstes Turnier der WTA Challenger Series, den BBVA Open Internacional de Valencia, wo sie in der ersten Runde mit 2:6 und 2:6 gegen Marina Bassols Ribera verlor.
2023 gewann sie beim Europäischen Olympischen Sommer-Jugendfestival in Maribor die Bronzemedaille im Einzel.